# Peter Baus
Peter Baus (* 21. April 1949 in St. Ingbert) ist ein deutscher Foto-Künstler. Peter Baus  lebt und arbeitet in Remmesweiler bei St. Wendel.

## Leben und Werk
Peter Baus besuchte von 1968 bis 1969 die Grundlehre bei Oskar Holweck und von 1970 bis 1972 studierte er Grafik-Design an der Werkkunstschule, der heutigen HBK, in Saarbrücken.
Von 1974 bis 1975 arbeitete er als Grafik-Designer in Tokio.
In den 1970er Jahren begann er als seine Arbeit als Fotograf. Die ersten Veröffentlichungen sind thematische Bildbände mit saarländischem Bezug, wie beispielsweise der Saargau. Das Hauptthema von Peter Baus ist die Landschaft. Sie wird nicht aufgefasst als pittoreskes oder „schönes“ Bild, sondern als Spiegelung von Seelenzuständen. Deshalb sind seine Landschaftsbilder menschenleer.
Als eine Art Performance können seine Dia-Schaus verstanden werden, bei denen durch Doppelprojektion und den Übergängen von einem zum anderen Dia eine Vielzahl von „neuen“ Bildern entstehen. Sie sind verbunden mit Musik und Textlesungen.
Er ist als Dozent für verschiedene Foto-Akademien in Deutschland, Frankreich und Griechenland tätig.

## Rezeption
„Peter Baus ist ein Meister in der Auswahl des Bildausschnittes. Für seine Bilder reist er oft an den gleichen Ort. Wir, die Betrachter, werden durch seine Bilder aufgefordert, mit offeneren Augen die Welt zu betrachten.“ Cornelieke Lagerwaard, Mia-Münster-Haus St. Wendel.
„In den Fotos von Peter Baus, den ich als Landschaftsbildner bezeichne, werden Motive gezeigt als Ausschnitt der Landschaft  (der Realität) – doch eigentlich kann dieser Ausschnitt aus der Welt nicht ohne technische Manipulation zustande gekommen sein – aber dennoch ist es eine ‚klassische‘ Fotografie, die durch das Abwarten, die Geduld, die Langsamkeit entstanden ist.“ Erwin Stegentritt: Die Fotografie der Lüge. In: Briefe aus dem Europäischen Abendland.
„Seine Motive liegen über die ganze Welt zerstreut, aber der Moment, in dem sie entstehen, ist bisweilen sehr kurz. Peter Baus wartet ‚auf die große Stille‘, sagt er. Denn der Fotograf macht das Bild, er ist der Regisseur der Natur, nicht umgekehrt.“ Sabine Graf.

## Publikationen (Auswahl)
- Der Saargau. Reise in die nächste Fremde. München, 1984. Text: Alfred Gulden
- Der Saargau. die wiederentdeckte Nähe. Homburg, 1996. Text: Alfred Gulden
- Fotografie. Raum und Zeit. Vier Lebensbilder., Ottweiler, 2013, zus. mit H.-H. Fox

## Ausstellungen
- 1978: 8 Saarländische Fotografen, Saarlandvertretung, Bonn
- 1991: Landeskunstausstellung, Saarland-Museum, Saarbrücken
- 1993: Galerie 48, Saarbrücken
- 1994: Galerie Toennissen, Köln
- 1995: Kunstszene Saar, Saarland-Museum, Saarbrücken
- 1998: Galerie 48, Saarbrücken
- 1999: Deutsche Bank, Frankfurt
- 2000: Kunstszene Saar, Visionen 2000
- 2001: Galerie Toennissen, Internationale Photoszene, Köln
- 2006: Q14, Saarbrücken, mit H.H.Fox
- 2008: Museum Mia-Münster-Haus, St. Wendel, mit Monika Zorn
- 2013: Museum Schloss Fellenberg, Merzig, mit H.-H.Fox
- 2017: Saarart11, Aktuelle Kunst im Saarland, Ort: Museum Schloss Fellenberg, Merzig